# Comuna Horișnea Slobidka, Monastîrîska
Horișnea Slobidka (în ucraineană Горішня Слобідка) este o comună în raionul Monastîrîska, regiunea Ternopil, Ucraina, formată din satele Horișnea Slobidka (reședința), Nova Huta și Ridkolissea.

## Demografie
Componența lingvistică a comunei Horișnea Slobidka
     Ucraineană (99,7%)
     Alte limbi (0,3%)
Conform recensământului din 2001, majoritatea populației comunei Horișnea Slobidka era vorbitoare de ucraineană (99,7%), existând în minoritate și vorbitori de alte limbi.